# Suchdol (district de Prostějov)
Pour les articles homonymes, voir Suchdol.
Suchdol est une commune du district de Prostějov, dans la région d'Olomouc, en République tchèque. Sa population s'élevait à 581 habitants en 2023.

## Géographie
Suchdol se trouve à 5 km au nord-est du centre de Konice, à 17,5 km au nord-ouest de Prostějov, à 26 km à l'ouest-sud-ouest d'Olomouc et à 188 km à l'est-sud-est de Prague.
La commune est limitée par Konice au nord, par Stražisko à l'est, par Ptení au sud-est, par Lipová au sud, et par Brodek u Konice à l'ouest.

## Histoire
La première mention écrite de la localité date de 1379.

## Administration
La commune se compose de trois sections :
- Jednov
- Labutice
- Suchdol

## Galerie

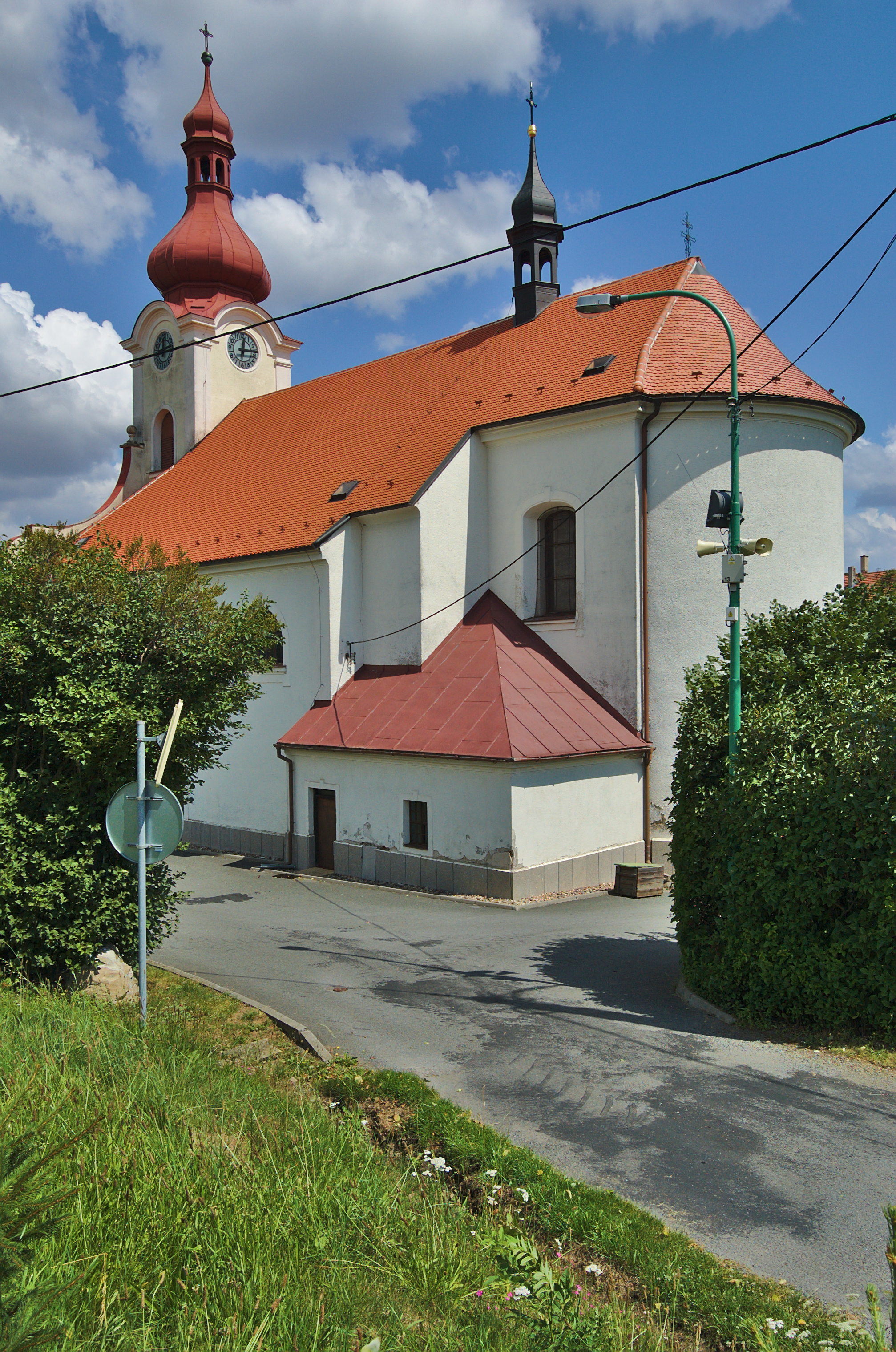
Église de la Visitation de la Vierge Marie à Jednov.
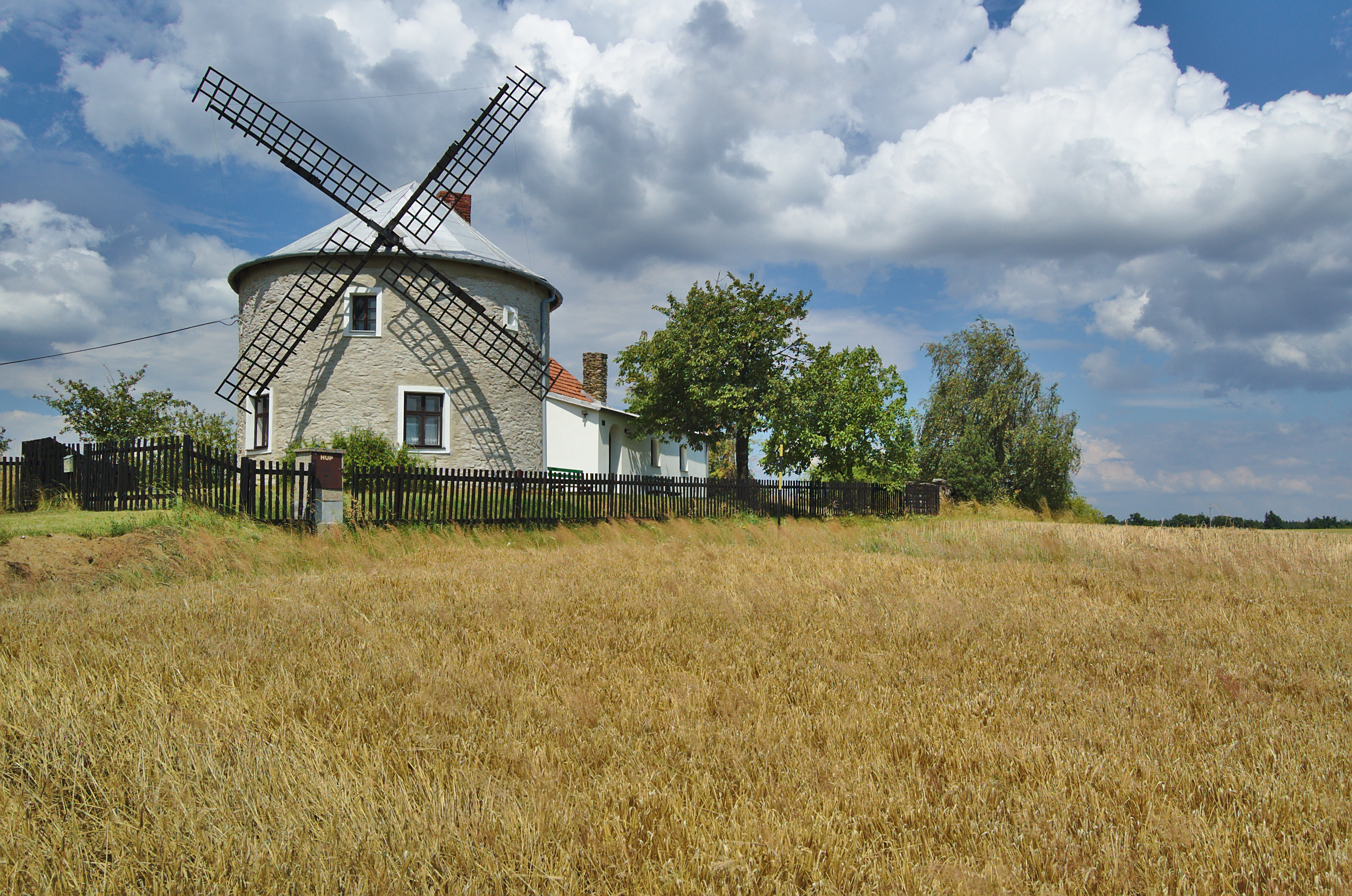
Moulin à vent à Jednov.

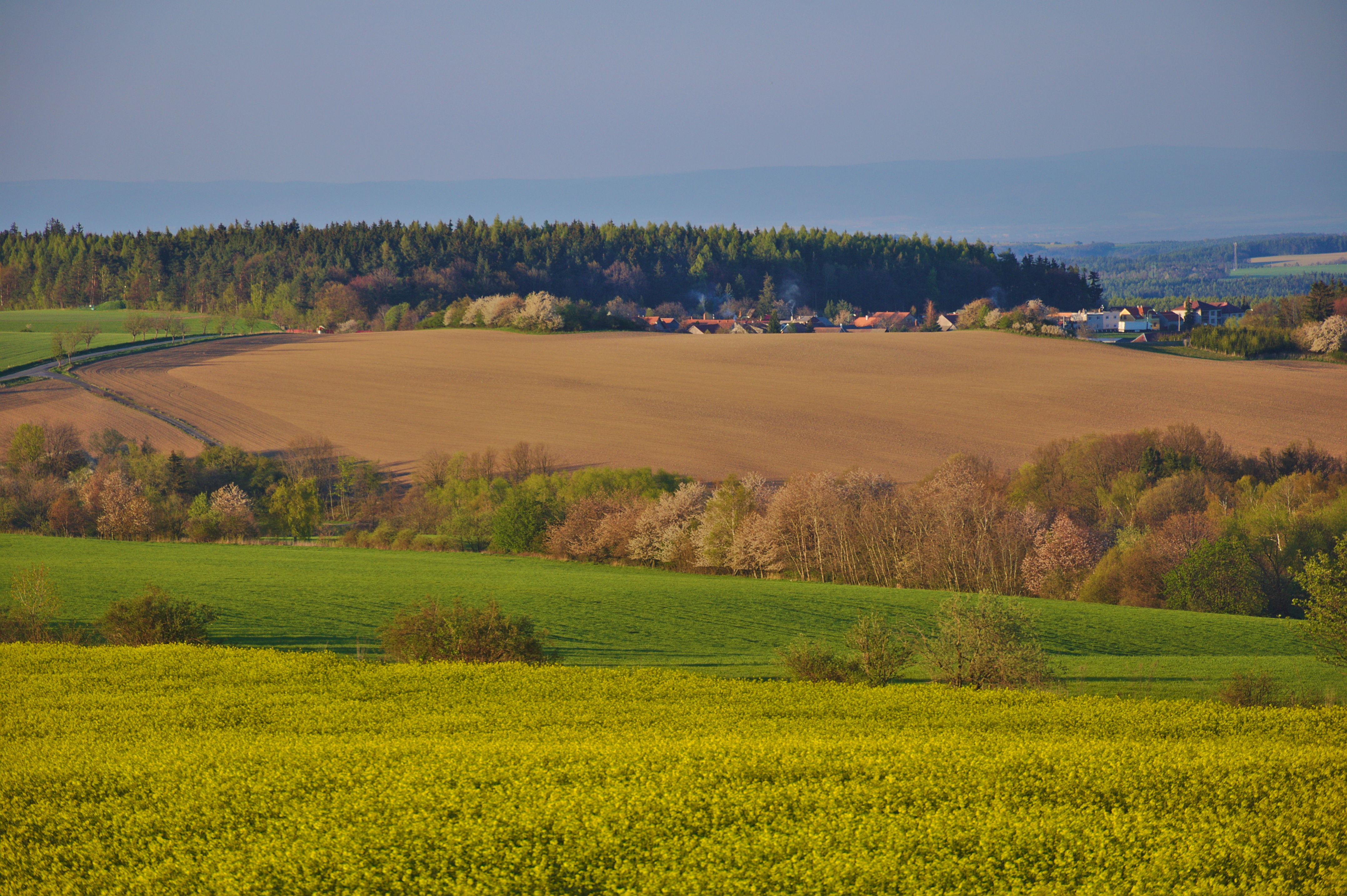
Vue sur le village de Labutice.

## Transports
Par la route, Suchdol se trouve à 8 km de Konice, à 22 km de Prostějov, à 33 km d'Olomouc et à 241 km de Prague.